# Gröna linjen
Gröna linjen lub Tub 1 – wspólna nazwa trzech linii sztokholmskiego metra. Na zieloną linię składają się linie T17, T18 i T19. Pierwsza linia metra w Szwecji.
Wszystkie linie składowe swoje początki mają w jednym ciągu, linie zaczynają się rozwidlać od Gullmarsplan.
T17 Åkeshov – Skarpnäck; 19,6 km

T18 Alvik – Farsta strand; 18,4 km

T19 Hässelby strand – Hagsätra; 28,6 km
Zielona linia liczy sobie 49 stacji, z czego 12 to stacje podziemne (3 skalne i 8 betonowych). Ma długość 41,25 km. Stacje T-Centralen, Gamla Stan i Slussen leżą również na linii czerwonej.

## Historia
Pierwsze prace budowlane rozpoczęły się w 1931, rozpoczęto budowę tunelu Katarina (również tunel południowy) między Skanstull a Slussen w dzielnicy Södermalm. Trzy lata później 1 października 1933 tunel oddano do użycia. Jeździły tędy tramwaje łączące okolice centrum z południowymi przedmieściami. Na odcinku 1,37 wybudowano dwie stacje: Södra Bantorget (dzisiaj Medborgarplatsen) i Ringvägen (dzisiaj Skanstull). Stacji końcowej Slussen nie było wówczas w planach, powstała ona około 30 lat później.
Po połączeniu z południowymi przedmieściami zaczęto myśleć o rozwoju sieci w kierunku zachodnim. W 1934 można było przejechać mostem Tranebergsbron do Alviku. 10 lat później uruchomiono podziemny odcinek od Thorildsplanu do Islandstorget, przygotowano go do późniejszego ruchu metra.
Pierwotnie tunele miały być wykorzystywane tylko przez tramwaje. Po wysokim przyroście ludności zaczęto poważnie zastanawiać się nad osobną siecią metra. Za najważniejszą część uważano odcinek Hötorget–Slussen, plany jednak nie były wystarczająco szczegółowe.
Pierwszy odcinek metra otworzono 1 października 1950, połączył on Slussen z Hörakarängen. Następnie składy metra pojechały 9 września 1951 po skróconej trasie tramwajów z Gullmarsplan do Stureby, została ona w 1954 wydłużona do Högdalen. Na zachodzie metro również się rozwijało, tramwaje zastąpiono właśnie nim. W 1952 uruchomiono odcinek Vällingby-Hötorget. Istniały dwa oddzielne małe systemy metra, czekano na ich połączenie. Obie linie połączono w 1957, wówczas powstała dzisiejsza główna stacja T-Centralen oraz stacja powierzchniowa na Gamla Stanie. Stare Miasto położone jest na wyspie i do ruchu pociągów metra wykorzystuje się dawny most kolejowy, w użyciu są 4 z 5 torów.

### Rozwój linii
- 1 października 1950, Slussen–Hökarängen
- 9 września 1951, Gullmarsplan–Stureby
- 26 października 1952, Hötorget–Vällingby
- 22 listopada 1954, Stureby–Högdalen
- 1 listopada 1956, Vällingby–Hässelby gård
- 24 listopada 1957, Hötorget–Slussen
- 17 kwietnia 1958, Skärmarbrink–Hammarbyhöjden
- 19 listopada 1958, Hökarängen–Farsta
- 19 listopada 1958, Hammarbyhöjden–Bagarmossen
- 19 listopada 1958, Hässelby gård–Hässelby strand
- 14 listopada 1959, Högdalen–Rågsved

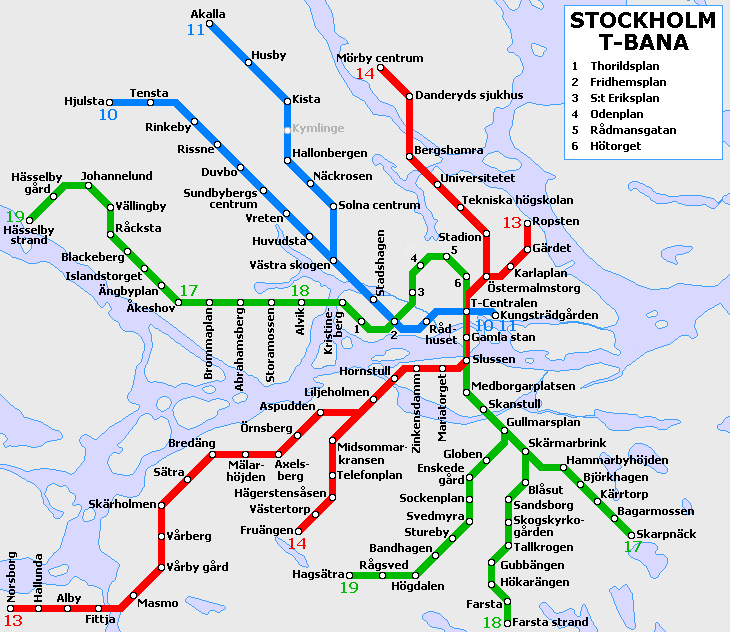
Schemat systemu metra

- 1 grudnia 1960, Rågsved–Hagsätra